# Вилланова-Соларо
Вилланова-Соларо (итал. Villanova Solaro) — коммуна в Италии, располагается в регионе Пьемонт, в провинции Кунео.
Население составляет 771 человек (2008 г.), плотность населения составляет 52 чел./км². Занимает площадь 15 км². Почтовый индекс — 12030. Телефонный код — 0172.
Покровительницей коммуны почитается Пресвятая Богородица (Madonna della Noce), празднование 15 сентября.

## Демография
Динамика населения:

## Администрация коммуны
- Официальный сайт: http://www.comune.villanovasolaro.cn.it/